# Comuna Stoenești, Argeș
Stoenești (în trecut, Bădeni-Pământeni) este o comună în județul Argeș, Muntenia, România, formată din satele Bădeni, Cotenești, Lunca Gârții, Piatra, Slobozia, Stoenești (reședința) și Valea Bădenilor.

## Așezare
Comuna se află în marginea nord-estică a județului, la limita cu județul Dâmbovița, pe malurile râului Dâmbovița. Este străbătută de șoseaua națională DN72A, care leagă Câmpulungul de Târgoviște. La Stoenești, din acest drum se ramifică șoseaua județeană DJ725, care duce spre nord la Dragoslavele (unde se termină în DN73).
Se învecinează cu comuna Dragoslavele la nord, cu comuna Valea Mare-Pravăț și cu comuna Mioarele la vest, cu comuna Cetățeni la sud și cu județul Dâmbovița la est.
Râul Dâmbovița curge prin partea de est a comunei, unde și se află satele, pe când partea de vest constă mai ales din păduri și munți. Cel mai înalt vârf a comunei este Leaota (2.133 m) din Munții Leaota, aflați pe limita cu județul Dâmbovița (la est).

## Relief
Relieful comunei este predominant muntos și deluros, munții și pădurile ocupând circa 75% din suprafața comunei, iar restul de 25% este ocupat de fânețe, pășuni și livezi cu pomi. Munții de la Stoenești cuprind partea de sud- vest a masivului Leaota, care face parte din unitate geografică a Munților Bucegi. Munții sunt de altitudine medie, și accesibili până pe creste. În timp au fost construite o serie de drumuri forestiere pe Valea Bădencii până în Vâja, pe Valea lui Coman, Valea Țâbrei, Valea Chiliilor, Valea Runcului. Între anii 1980-1990, au fost construite o serie de drumuri pentru cercetări geologice, cum ar fi: drumul pe Tăncava, drumul de pe plaiul Mălăiște- Priseaca, aceste drumuri fiind mai ușor practicabile vara. În Valea Dâmboviței, la Stoenești se încheie șirul dealurilor subcarpatice, care încep la Motru în Oltenia. Aceste dealuri sunt cunoscute sub numele de muscele în zona Câmpulungului, termenul derivând din latinescul monticellus, având semnificația de munte mai mic, iar geografii definesc muscelele ca fiind dealuri, prevăzute cu o pantă mai domoală, acoperite de livezi. În comuna Stoenești, muscelele sau Muscelul, dupa cum este denumit de săteni cuprinde un sfert din suprafața comunei întinzându-se în dreapta Dâmboviței, de la Valea Grecului până pe Stoeneasca. Muscelul reprezintă principala moșie a sătenilor, care este prevăzută cu fânețe și livezi de pomi. 
Între Băca și Brata există un loc numit Râpa Roșie, denumire provenită de la terenul abrupt, precum și de la solul roșietic. În cadrul moșiei Brata apar în unele locuri colți de piatră, care este o formă de relief străină muscelelor. Spațiul cuprins între Valea Cheii, Stoeneasca și Miriuța reprezintă un aspect deosebit al reliefului de la Stoenești, Valea Cheii fiind săpată adânc în roca de gresie, în unele locuri formându-se adevărate prăpastii. În prelungirea livezilor de pomi și fânețe din Muscel, se află Plaiul Cheii, iar de aici mergând spre partea de nord se trece pe Malul Dogarului, căruia în trecut i se spunea Malul sau Dealul Stoeneștiului. Actuala denumire derivă de la mulțimea de meșteri dogari, care locuiau la poalele sale în urmă cu aproximativ o sută de ani. Malul Dogarului se înfățișează ca un imens mușuroi (750 m) altitudine. Mai sus este situată valea, care poartă denumirea de Miriuța, iar pe partea stângă se află un teren, care în trecut se numea „Claca Cârciumii”, deoarece fânețele erau cultivate prin munca de clacă, urmând a fi depozitate lângă Hanul Crețu. 

## Solul și subsolul
Solul comunei Stoenești este în general puțin fertil, din cauza faptului că predominant este solul brun-roșcat, specific zonei muntoase. În terenurile din Muscel, solul este argilos, în Valea Stoeneștiului și în Piatra, calcarul este exploatat în cariere de suprafață pentru var și construcții, pe când în albiile Dâmboviței și Bădencii se înregistrează cantități importante de nisip, piatră și pietriș, exploatate prin balastierele de la Lunca Gârții și Bădeni. In trecut, din nisipul Dâmboviței se extrăgea aurul, conform relatării călătorilor străini. Datorită faptului că relieful comunei Stoenești a fost format în cea mai mare parte prin mișcări de frământare al acestuia, bogățiile adâncurilor au fost aduse mai aproape de suprafață, facilitând accesibilitatea cercetării. Primele cercetări științifice ale subsolului de la Stoenești au avut loc la sfârșitul secolului XIX, fiind efectuate de chimistul Petru Poni, care a cercetat aluviunile aduse de Pârâul lui Neguleț (Slobozia). Pentru individualizarea mineralizației de aici între mineralizațiile de cobalt, el a denumit-o „badenită”, conform numelui de atunci al comunei, Bădeni- Ungureni. Cercetările de la Stoenești au continuat după anul 1960 de către întreprinderile românești de profil. Cercetările au durat peste 30 de ani, evidențiind din subsolul comunei o largă varietate de minerale, din care au predominat mineralizațiile de cobalt și nichel, iar pe lângă aceste minerale s-a gasit aur și argint nativ. Conform opiniilor geologilor, în cadrul comunei, în special în culmea dintre Dâmbovița și Bădeanca, există majoritatea metalelor cunoscute, iar o astfel de varietate de minerale, se mai află doar în comuna Avram Iancu din Munții Apuseni.

## Clima
Clima comunei Stoenești este specifică zonelor depresionare, cu temperaturi și precipitații moderate, temperatura medie anuală, fiind de 8° C. Luna cea mai frigurosă o reprezintă luna ianuarie, cu temperatură de -2°C în vatra satului, iar intervalurile de timp geros de -10°C sunt în general scurte, de trei, patru zile, localnicii spunând că cea mai scăzută temperatură se înregistrează pe data de 6 ianuarie, care corespunde cu sărbătoarea de Bobotează. Primul îngheț în comuna Stoenești are loc spre sfârșitul lunii octombrie, iar uneori chiar mai devreme. Localnicii comunei au observat, că în ultima perioadă, cele patru anotimpuri ale anului s-au redus în realitate la două, este vorba de un anotimp friguros și unul călduros. O caracteristică specială a climei comunei Stoenești o reprezintă marile diferențe de temperatură, de precipitații și de curenți de aer între diferite părți ale comunei, astfel, pe fiecare vale din comună se formează un microclimat, de aceea se întâmplă să plouă în Valea Bădenilor sau pe Valea Stoeneștilor și să nu se înregistreze precipitații în Stoenești.  Câteodată, bruma  afectează pomii înfloriți de pe Muscel, iar vetrele satelor sunt ocolite, precum și invers.

## Vegetație
Vegetația comunei este variată, elementul principal constituindu-l pădurea, deoarece aceasta ocupă 75% din suprafața comunei și reprezintă totodată principala bogăție a localității. Pe lângă multiplele întrebuințări ale lemnului, pădurea oferă un aer curat, în special rășinoasele, având un efect benefic în bolile de plămâni. Copacii cresc din Lunca Dâmboviței, unde găsim plopul, salcia, precum și aninul. Dintre copaci, cel mai des întâlnit în comună este fagul, ponderea sa este apreciată la 60%. Până la altitudinea de 800 m este prezent în amestec cu alte foioase precum: frasin, carpen, mesteacăn, pin de munte. Peste această altitudine îl întâlnim alături de conifere până aproape de 1200 m. Coniferele precum bradul, molidul și pinul reprezintă 37-38% din întregul fond forestier al localității, iar pădurile curate de conifere se află peste altitudinea de 1200 m. Din categoria coniferelor, cea mai răspândită specie este molidul. Bradul este mai rar, deosebindu-se de molid datorită trunchiului său cilindric, precum și al crengilor orientate în sus. În perioada dintre anii 1960-1970, în pădurile de la Stoenești a fost plantat bradul Douglas, originar din Canada, fiind renumit pentru calitatea deosebită a lemnului, iar tot în această perioadă a început plantația pinului, care ocupă spațiul de la poalele Colțului Albinii. La poalele munților se află mesteacănul, cireșul sălbatic precum și arbuști cum ar fi mărăcinele și măceșul, iar în interiorul  satelor cresc socul originar din zona de câmpie și salcâmul. Spațiul comunei este ocupat pe suprafețe întinse de pășuni alpine, unde printre ierburi, predominantă este părușca (festuca supina), care reprezintă o iarbă puțin suculentă, care crește în smocuri. Alte plante întâlnite sunt ghințura, garofița de munte, bujorelul de munte, benefice în tratamentul mai multor afecțiuni medicale. Dintre fructele de pădure din zonă, amintim: afinele, zmeura, fragii și murele. În pădurile din vecinătatea satelor, găsim o mulțime de ciuperci sau bureți, sub diferite denumiri, în trecut acestea fiind consumate de către localnici în mod frecvent. În terenurile virane din cadrul satelor cresc plante precum: rostopască, pelin, urzici, mușețel, lipan. Din punct de vedere pomicol, comuna Stoenești reprezintă limita nordică a livezilor de pomi de pe Valea Dâmboviței, aici, găsindu-se încă exemplare de meri și peri pădureți și cireși sălbatici.

## Fauna
Ca și vegetația, fauna comunei este variată, astfel, aici întâlnim atât ursul, cât și iepurele, iar în pădurile din munți întâlnim mistreți, lupi și cerbi. De asemenea pe Muscel se întâlnesc veverițele, căprioarele, viezurii, precum și vulpile. Anumite animale sunt prezente tot mai rar, dintre acestea enumerăm: râsul, pisica sălbatică, nevăstuica(mustela nivales). Mistreții îi întâlnim în toate pădurile de fag, însă, de multe ori aceștia ajung până în ogoarele de semănături situate la marginea satelor. Dintre reptile, se întâlnesc mai ales în pădurile de lângă sat șopârlele de culoare verzuie, care mai poartă denumirea de gușteri, șopârla cenușie, șerpi, majoritatea șerpilor fiind însă neveninoși. Păsările sălbatice specifice zonei sunt: pițigoiul, cioara, mierla, vrabia, ciocănitoarea, gaița, corbul, uliul. Alte păsări au dispărut de-a lungul timpului, iar din tradiția locală aflăm că pe stâncile din jurul cetății Negru Vodă creșteau șoimi, care odată îmblânziți se foloseau la vânătoare. Domnitorii Țării Românești ofereau în dar sultanului șoimi de la Cetate, astfel că atât lângă Cetate cât și pe Valea lui Coman, se întâlnește toponimul „Colții Șoimului”.

## Istorie
La sfârșitul secolului al XIX-lea, comuna făcea parte din plaiul Dâmbovița al județului Muscel, purta numele de Bădeni-Pământeni și era alcătuită din satele Stoenești, Bădeni și Cotenești și avea 1349 de locuitori. În comună funcționau 9 fierăstraie, patru mori, o piuă, trei biserici, o școală de băieți cu 53 de elevi și o școală de fete cu 27 de eleve. La acea dată, pe teritoriul actual al comunei mai funcționa în aceeași plasă și comuna Bădeni-Ungureni, reședința plaiului. Ea avea 672 de locuitori în satele Slobozia, Piatra și Lunca Gârții, și acolo funcționau o dârstă, două mori, două fierăstraie, o fabrică de var, o biserică ridicată de logofătul N. Ștefănescu, și o școală cu 54 de elevi (dintre care 4 fete). Anuarul Socec din 1925 consemnează comasarea celor două comune în cadrul comunei Stoenești din aceeași plasă, comună care avea 2806 locuitori în satele Bădeni-Pământeni, Cotenești, Piatra, Slobozia și Stoenești. În 1931, comunele s-au separat din nou, în comuna Bădeni cu satele Bădeni, Cotenești, Siliștea și Valea Bădenilor; și comuna Stoenești cu satele Lunca Gârții, Piatra, Slobozia și Stoenești.
În 1950, ele au fost transferate raionului Muscel din regiunea Argeș. În 1950, au trecut la județul Argeș; tot atunci s-a desființat comuna Bădeni, satele ei trecând la comuna Stoenești. Din documentele istorice existente, aflăm faptul că sătenii din cadrul comunei Stoenești au participat activ la războiul pentru cucerirea independenței României (1877-1878). Cucerirea independenței nu a reprezentat doar dorința de secole a românilor de a scăpa de sub jugul turcilor, ci și o garanție pentru consolidarea reformelor începute. În anul 1859, după Unirea Principatelor Române, fiecare înfăptuire reprezenta un pas spre independență, iar în paralel cu reformele statului român au început pregătiri militare și diplomatice în vederea cuceririi Independenței. În vremea lui Alexandru Ioan Cuza, se organiza în fiecare localitate instrucții militare privind folosirea armelor de foc, efectuându-se trageri armate. Prin legea din anul 1868, care prevedea organizarea puterii armatei s-a introdus serviciul militar obligatoriu, astfel că fiecare sătean făcea pregătire militară, centrele de instruire fiind apropiate de domiciliu. Astfel, batalionul II Muscel s-a adunat la Câmpulung, după care s-a deplasat spre Pitești, unde se afla garnizoana Regimentului  Dorobanți 4 Argeș, din care făcea parte. Batalionul de musceleni, inclusiv cei din Stoenești au intrat în focul marilor bătălii, după ce au trecut Dunărea, în Bulgaria la asaltul Rahovei. Pe data de 7 noiembrie 1877 muscelenii au pornit asupra redutei de la Rahova, unde au căzut la datorie maiorul D. Giurescu, locotenent Pavel Bordeanu, precum și mulți ostași, printre care amintim: Ion Ologelu și Ion Paltin din zona Bădeni- Pământeni. După cucerirea Rahovei, Batalionul II Muscel a continuat să lupte pe linia Dunării, iar în același timp, călărașii din Muscel au participat la urmărirea inamicului în zona Vidin. Dintre călărașii comunei au fost decorați cu „Virtutea Militară” sergentul C. Constantinescu, precum și ostașul I. Năstăsoiu. Anul 1878 i-a găsit pe musceleni lângă Vidin, iar pe 12-14 ianuarie 1878 aceștia au participat la marele asalt de la Smârdan. Astfel, turcii au capitulat, războiul încheindu-se victorios pentru români și ruși. În luna februarie 1878, batalionul II Muscel a început retragerea de pe câmpul de luptă din Bulgaria, trecând Dunărea pe gheața de la Calafat, iar pe data de 30 mai, prințul Carol a împărțit decorații la Pitești luptătorilor musceleni.

## Monumente istorice
În comuna Stoenești se află trei monumente istorice de interes național. Unul este situl arheologic de la Valea Miriuței (Hallstatt, Cultura Ferigile-Bârsești) aflat lângă DN72A în zona satului Stoenești — ansamblu alcătuit din așezare și necropolă. Celelalte sunt monumentul istoric de arhitectură biserica „Sf. Voievozi” (1781) din Cotenești; și monumentul memorial sau funerar reprezentat de o cruce de piatră (1593 - 1601) aflată în fața primăriei din Stoenești.
În rest, alte două obiective din comună sunt incluse în lista monumentelor istorice din județul Argeș ca monumente de interes local. Unul este situl arheologic Tabăra lui Mihai Viteazul (1595) din satul Bădeni. Altul este monumentul de for public reprezentat de monumentul comemorativ al Eroilor din 1877 și 1916 (prima jumătate a secolului al XX-lea) din fața primăriei din Stoenești.

## Patrimoniul cultural-istoric:
Crucea lui Mihai Viteazul
După victoria obținută de Mihai Viteazul în cadrul bătăliei de la Călugăreni, din 13/23 august 1595 asupra oștirii otomane, conduse de Sinan Pașa, voievodul român a fost determinat de superioritatea numerică a dușmanilor să se retragă la Stoenești cu scopul de a primi ajutor militar, acest moment, fiind consemnat într-una dintre cronicile țării: „Iar când fu preste noapte, Mihai- Vodă făcu sfat cu boierii, cum ajutoriul nu mai vine de la Batăr, și fiind Mihai - Vodă cu puținea oaste, nu vor putea sta împotriva turcilor, că erau foarte mulți; ci socotiră cum vor face să se poată lupta cu atâțea vrăjmași”. În amintirea acestui eveniment s-a înălțat o cruce de lemn chiar în apropierea taberei unde a poposit oastea voievoduluI, însă în urma deteriorării acestei cruci, primarul comunei Stoenești, Ion Marin, împreună cu Fundația „Sf. Apostol Andrei”, s-a preocupat de ridicarea unei imense cruci metalice, cu înalțimea de aproximativ 15 m și cu o greutate de  2 tone, iar montarea monumentului a fost efectuată la data de 11 mai 2010.
Biserica „Adormirea Maicii Domnului” ,Bădeni Pământeni (1837-1841) a fost ctitorită de preoții Dimitrie Stoiculescu, Stanciu Băcioiu și de enoriași. Acest lăcaș de cult a fost consolidat între anii 1874-1876, urmând ca în anul 1885 sa fie repictat de către Gheorghe Arsulescu și refăcut integral de Ion Fleșaru în anul 1931.
Biserica „Sfinții Arhangheli Mihail și Gavriil”, Cotenești (1781) a fost construită de Ion Cotenescu, vătaful Plaiului Dâmbovița, alături de fiii săi, Nicolae și Gheorghe. În anul 1920 bisericii i-a fost alăturat pridvorul. Edificiul de cult are la bază un plan trilobat, cu abside poligonale la exterior, iar în interior, acestea  sunt semicirculare. Deasupra naosului, se află o turlă octogonală, iar peste pronaos, o turlă clopotniță. Decorația din exterior este alcătuită dintr-un brâu care conține trei toruri paralele. Pictura murală inițială a fost acoperită în anul 1883 de o pictură, realizată în stil neobizantin de către Petre Cazan, și restaurată în anul 1955. În patrimoniul bisericii, se găsesc cărți ritualice, precum: Evanghelie (1682), Apostol (1683), Penticostarion (1743), Octoih (1766), Triod (1798) și icoane pictate pe lemn, din secolul XIX, unele dintre acestea fiind sub semnătura zugravului Gheorghe Arsulescu. Clopotul bisericii, care datează din anul 1781, poartă o inscripție cu numele donatorilor: Ion, vătaf și fiii săi, Nicolae și Gheorghe. 
Biserica Piatra Stoenești (1907-1916) a fost ctitorită de enoriași ai parohiei, în anul 1893 i s-a adăugat pridvorul. Pictura bisericii îi aparține pictorului Ion Dogărescu și a fost retușată în anul 1918. 
Biserica veche Stoenești a fost ctitorită în perioada anilor 1809-1819, de către căpitanul Ioniță Ghimiloiu, călugărit ulterior sub numele de Ioanichie. In anul 1895, bisericii i se adaugă un pridvor, peste care se va înălța o clopotniță de lemn. Ceea ce s-a conservat din pictura murală originară este chipul Arhanghelului Mihail.

## Ocupații tradiționale
Variatele resurse oferite de cadrul natural din comună au determinat localnicii să practice o gamă largă de ocupații, de la agricultură până la aurărit, predominante fiind însă cultivarea cerealelor și creșterea vitelor. În fiecare familie era prezentă diviziunea muncii, astfel că bărbații se îngrijeau de creșterea vitelor și de arat, pe când femeile se ocupau îndeosebi de semănat, doar în procesul de recoltare erau mobilizați toți membrii familiei. Cercetările arheologice realizate la „Cetate” au evidențiat practicarea agriculturii în această zonă încă de pe vremea dacilor. În trecut, pentru a se obține cantitatea de cereale necesară consumului unei familii, strămoșii noștri cultivau suprafețe întinse, iar sistemele de cultivare folosite în vechime îi constrângea pe săteni să amenajeze noi ogoare, un ogor fiind cultivat mai mulți ani consecutiv, până la epuizarea fertilității. În secolul al XVI-lea, s-a trecut la sistemul de cultivare bienal, urmând cel trienal. Noile ogoare au fost obținute prin defrișare și desțelenire. O serie de toponime cum ar fi: Runcu, Priseaca, Zmeuret reamintesc despre marile defrișări din trecut, ca și termenul de „curături”, care se regăsește în documente de la sfârșitul secolului XVI, semnificând locuri curățite de copaci și arbuști, întrebuințat pentru fânețe și ogor. Albinăritul reprezintă o ocupație străveche în comună, în trecut până la fabricarea zahărului era singurul aliment dulce, iar mierea era folosită ca și medicament. În sfera comunei există o serie de toponime, care atestă o intensă preocupare pentru albinărit precum: „Valea Stupinii”, „Colțul albinei”, „Vârful stupinei”, „Fața stupinei”. Toponimele amintite anterior trebuiesc înțelese ca și locuri unde se aflau stupii sălbatici mai ales prin scorburi de copaci sau prin crăpături de stânci, de unde se recoltau faguri de miere. Torsul și țesutul sunt recunoscute de asemenea printre cele mai vechi meșteșuguri casnice din comună. Dintre firele textile care erau cele mai utilizate în trecut au fost lâna, inul și cânepa, iar ceva mai târziu, bumbacul care provenea din străinătate. Din documentele secolelor anterioare, aflăm faptul că toate femeile comunei știau să toarcă, iar pentru unele torsul reprezenta un mijloc de trai. O altă ocupație străveche a zonei a reprezentat-o prelucrarea lemnului, lemnul fiind folosit pentru construcția locuințelor, sau pentru confecționarea de vase și unelte. Larga varietate de lemn existentă în comună (fag, brad, mesteacăn, plop) a facilitat de-a lungul timpului practicarea unor meserii precum: tâmplar, rotar, dogar, spătar și dulgher. Fierăria a reprezentat un meșteșug fără de care nu s-ar fi produs primii pași pe calea progresului, dacă se ia în considerare faptul că din fier s-au realizat cuțitul de plug, toporul, coasa și toate uneltele meseriașilor. Săpăturile arheologice de la Cetate au evidențiat mai multe resturi de unelte, arme realizate din fier și s-au descoperit chiar urmele unui atelier metalurgic din timpul dacilor. O altă ocupație din zonă a reprezentat-o aurăritul, specialiștii au afirmat că râurile Argeș, Olt și Dâmbovița conțineau firișoare de aur. Conform tradiției, în trecut, locuitorii satului Dragoslavele aveau ca ocupație principală căutarea aurului în Dâmbovița și pe Valea Caselor. Tot din tradiția locală aflăm că la Stoenești, locurile cele mai căutate pentru extracția aurului au fost pe Bădeanca, pe Valea Făgetului și pe Valea lui Vintilă. În timp din cauza împuținării aurului, numărul aurarilor a scăzut, iar aurăritul a rămas pentru locuitorii de pe Dâmbovița o ocupație de  domeniul istoriei.

## Specific arhitectural
Arhitectura comunei Stoenești este caracteristică zonei Muscel, construcțiile caracterizându-se prin existența unui plan format din următoarele componente: tindă, celar, odaia de locuit, precum și odaia bună sau curată. Construcția locuințelor edificate în secolul XIX-lea  au la bază materiale, precum: lemnul, cărămida și piatra de râu. Casele vechi ridicate pe temelie de piatră, aveau pereții construiți din bârne de brad sau de stejar, dispuse în cununi orizontale suprapuse, iar peste bârne se aplica mai ales în interior, un strat de lut alb. Organizarea interioarelor tradiționale se baza pe amenajarea vetrei focului, precum și a cuptorului, care era construit din cărămidă. Ca și mobilier tradițional, menționăm existența meselor joase și rotunde, a tronului  pentru depozitarea  mălaiului, precum și un colțar unde se gaseau așezate blidele de lemn. Pereții erau decorați cu ștergare și vase de lut.
Componența etnică a comunei Stoenești
     Români (79,08%)
     Romi (12,5%)
     Alte etnii (0,08%)
     Necunoscută (8,34%)
Componența confesională a comunei Stoenești
     Ortodocși (79,51%)
     Creștini după evanghelie (6,08%)
     Penticostali (4,16%)
     Alte religii (1,41%)
     Necunoscută (8,83%)
Conform recensământului efectuat în 2021, populația comunei Stoenești se ridică la 3.895 de locuitori, în scădere față de recensământul anterior din 2011, când fuseseră înregistrați 4.379 de locuitori. Majoritatea locuitorilor sunt români (79,08%), cu o minoritate de romi (12,5%), iar pentru 8,34% nu se cunoaște apartenența etnică. Din punct de vedere confesional, majoritatea locuitorilor sunt ortodocși (79,51%), cu minorități de creștini după evanghelie (6,08%) și penticostali (4,16%), iar pentru 8,83% nu se cunoaște apartenența confesională.

## Politică și administrație
Comuna Stoenești este administrată de un primar și un consiliu local compus din 13 consilieri. Primarul, Ion Marin[*], de la Partidul Social Democrat, este în funcție din 2004. Începând cu alegerile locale din 2024, consiliul local are următoarea componență pe partide politice:
|  | Partid                    | Consilieri | Componența Consiliului | Componența Consiliului | Componența Consiliului | Componența Consiliului | Componența Consiliului | Componența Consiliului | Componența Consiliului |
|  | ------------------------- | ---------- | ---------------------- | ---------------------- | ---------------------- | ---------------------- | ---------------------- | ---------------------- | ---------------------- |
|  | Partidul Social Democrat  | 7          |                        |                        |                        |                        |                        |                        |                        |
|  | Partidul Național Liberal | 3          |                        |                        |                        |                        |                        |                        |                        |
|  | Uniunea Salvați România   | 3          |                        |                        |                        |                        |                        |                        |                        |